# Augustiner-Bräu

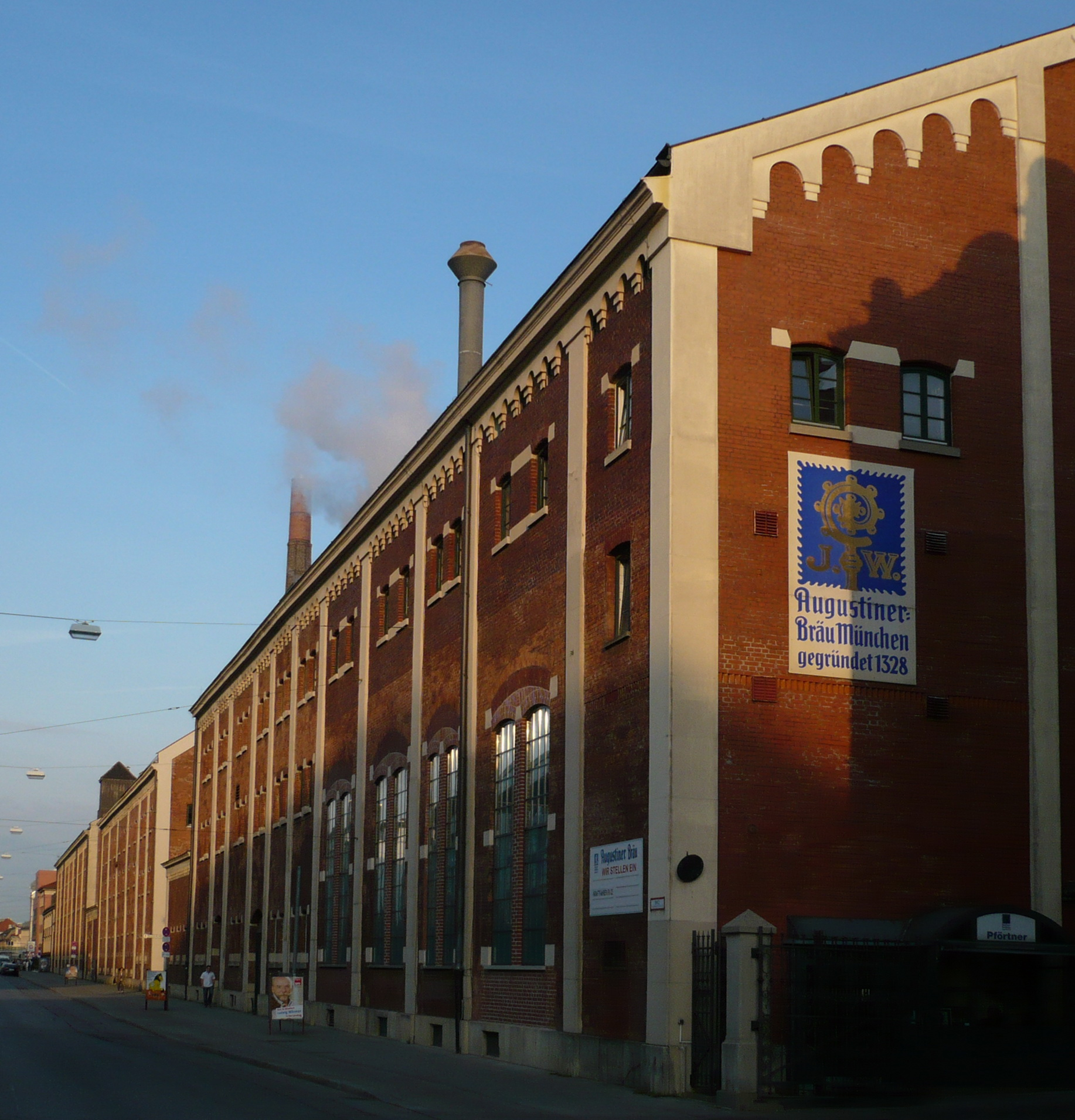
Augustinerbrauerei in der Landsberger Straße (2008)

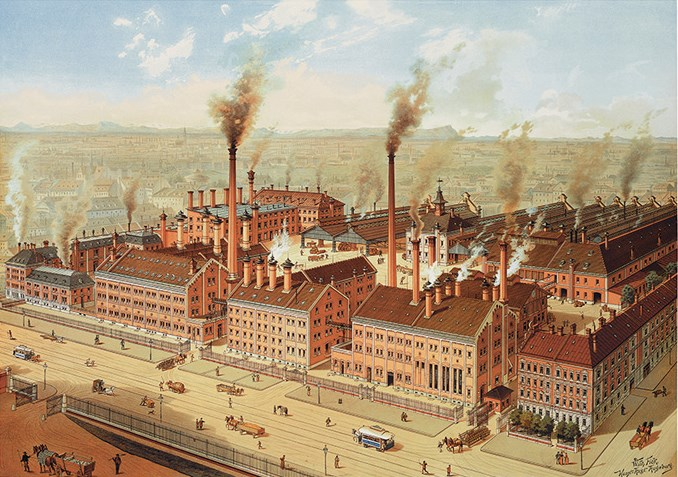
Augustinerbräu (um 1900)

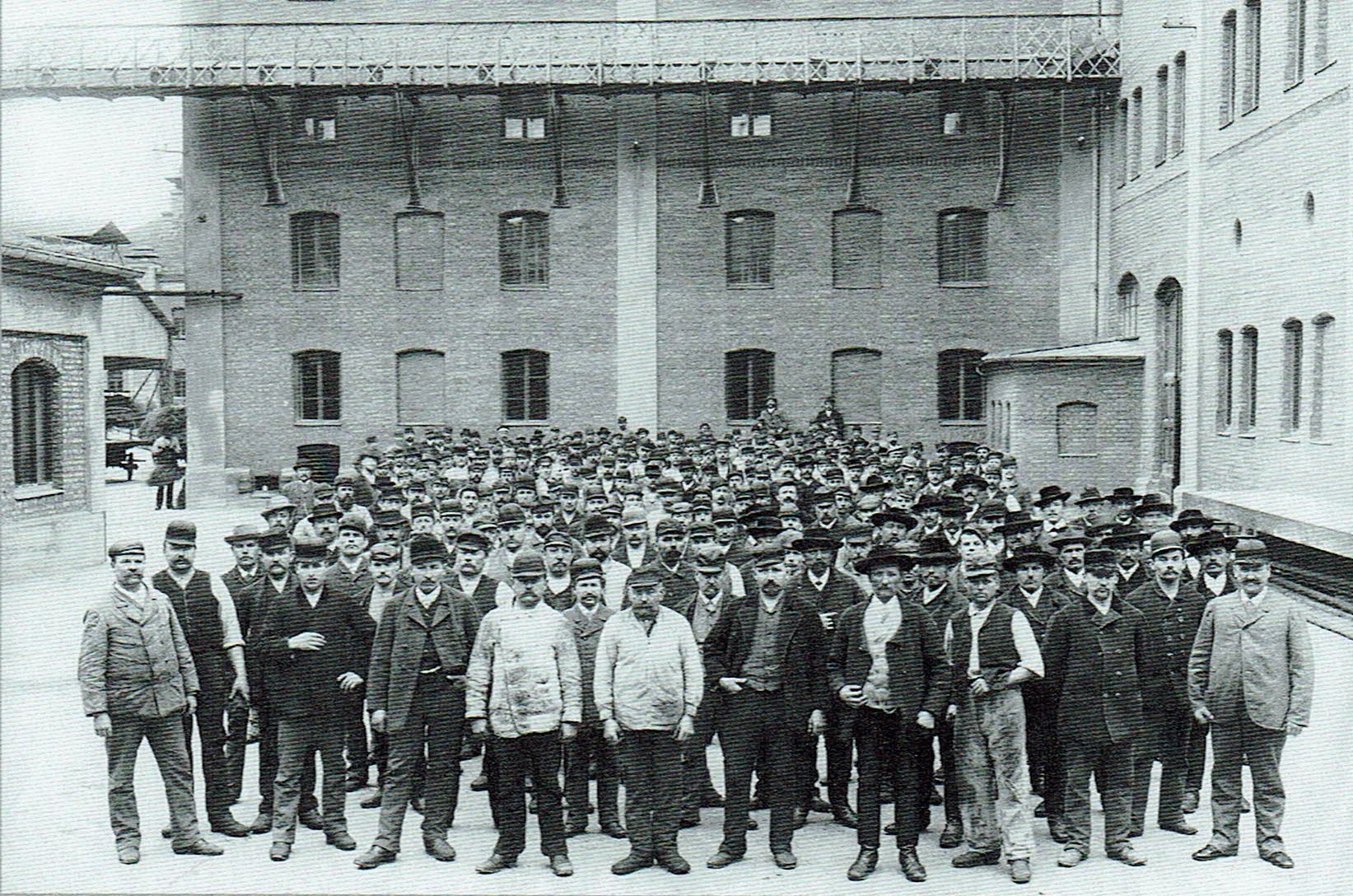
Belegschaft der Augustinerbrauerei um 1890 im Innenhof an der Landsberger Straße

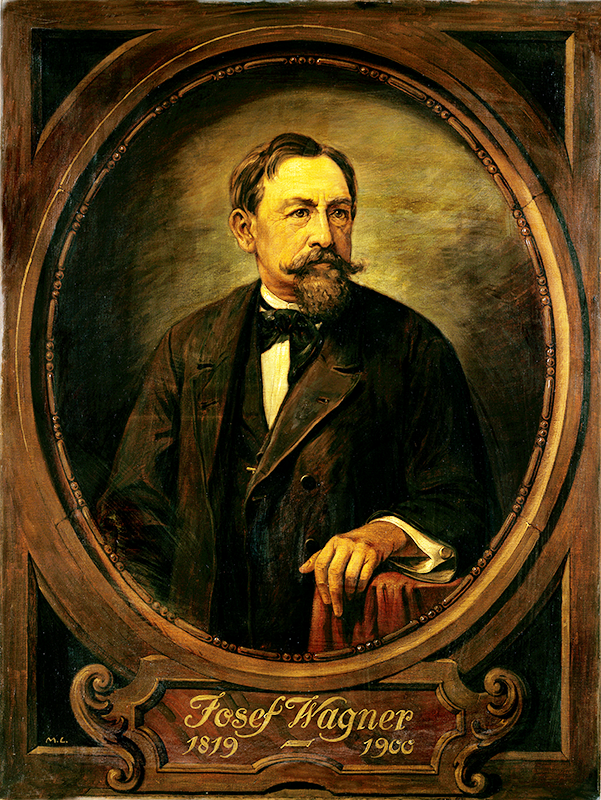
Josef Wagner (1858)

Die Augustiner-Bräu Wagner KG ist die älteste noch bestehende Brauerei in München. Augustiner-Bräu ist gleichzeitig der Markenname der dort produzierten Biere.

## Geschichte
Auf Anordnung des Freisinger Bischofs und des bayerischen Herzogs siedelten sich ab 1294 Mönche des Augustinerordens vor den Toren Münchens an. Um 1320 wurde das Augustinerkloster innerhalb der Stadtmauern fertiggestellt. Gesichert ab 1411 betrieben die Mönche in diesem Kloster eine Brauerei. Augustiner ist damit die älteste noch bestehende Münchner Brauerei und gleichzeitig das älteste Münchner Handelsgewerbe. Das von der Brauerei selbst genannte Gründungsjahr 1328 ist nicht mit Sicherheit belegbar. Es bezieht sich auf eine plausible, aber ungesicherte Nachricht, dass nach dem verheerenden Stadtbrand von München 1327 die Bäckerknechtbruderschaft ihren Versammlungsort vom abgebrannten Heilig-Geist-Spital in die Bräustube der Augustiner verlegten.
Im Zuge der Säkularisation wurden das Kloster und Brauerei 1803 aufgelöst und das Braurecht, die Braugerechtsame, an die beiden Fischer Georg Gröber und Baptist Lankes vergeben. Eigentlich ersteigerten beide 1809 das Braurecht des ebenfalls aufgelösten Angerklosters. Da sich der Streit des bayerischen Staates mit dem bisherigen Pächter Georg Auer über die Pachthöhe jedoch über Jahre hinzog, erhielten beide 1817 ersatzweise das Braurecht des Augustinerklosters, dazu das sogenannte Möschenfelderhaus in der Neuhauser Straße als Braustatt. Obwohl beide die Brauerei gut geführt haben sollen, vergaben die Behörden das Braurecht am 5. März 1829 an das Brauerehepaar Maria Theresia und Anton Wagner aus Freising, die dort bereits das Hasüberbräu betrieben und durch Getreidehandel zu Wohlstand gelangten.
Nach dem Tod von Anton Wagner im Jahre 1845 übernahm Therese Wagner die Leitung der Brauerei und führte diese, stets aufgeschlossen für technische Neuerungen, an den Rand zur Großbrauerei, etwa auch durch den Kauf des Anwesens des benachbarten Unterkandlerbräus. 1857 erwarb sie vom Bankier Josef von Hirsch den Butlerkeller an der Landsberger Straße, damals weit außerhalb der Stadt. Ein großes Areal, auf das ihr ältester Sohn Josef Wagner, der 1858 das Erbe antrat, ab 1884 die gesamte Brauerei ins mittlerweile denkmalgeschützte backsteinerne Kellerareal an die Landsberger Straße, das davor als Lagerkeller für das Mathäserbräu doppelt genutzt worden war, verlagerte. Das ehemalige Stammhaus in der Altstadt verblieb als Großgaststätte.
Unter dessen Leitung florierte die Brauerei; seine Initialen „J. W.“ stehen bis heute im Firmenlogo. Nach Josef Wagners Tod 1900 führten dessen Söhne Richard und Max Wagner die Brauerei. 1941 übernahm Richards Sohn Rudolf die Leitung und wandelte sie in eine Kommanditgesellschaft um. Im Zweiten Weltkrieg wurde das Brauereigebäude sehr schwer beschädigt (Luftangriffe auf München); es wurde bald wieder aufgebaut. Rudolf Wagner steigerte die Bierproduktion auf etwa 300.000 Hektoliter und widerstand Übernahmeangeboten, unter anderem von der Hacker-Brauerei und dem Oetker-Konzern.
Als Rudolf Wagner 1981 ohne Nachkommen und Hinterlassung eines Testaments starb, fiel die Brauerei an eine Erbengemeinschaft, bestehend aus seiner Cousine Edith Haberland-Wagner (1899–1996), Tochter von Max Wagner, sowie weiteren in Bayern, Österreich und Nordamerika lebenden Cousinen und Cousins, die Nachkommen der Schwestern von Richard und Max Wagner waren. Edith Haberland-Wagner hielt 50 % der Anteile an der Brauerei. Die Geschäfte wurden nun von den Komplementären Hans Inselkammer, Ferdinand Schmid und Karl Großmann geleitet, während die Erben als Kommanditisten eintraten. Auf Anraten von Ferdinand Schmid verfügte Edith Haberland-Wagner in ihrem Testament die Gründung der gemeinnützigen Edith-Haberland-Wagner Stiftung, der sie ihren Mehrheitsanteil vermachte, um eine Übernahme und anschließende Zerschlagung durch größere Brauereigruppen zu verhindern. Festgeschrieben sind dabei auch der Erhalt der Braustatt in der Landsberger Straße und der Betrieb einer eigenen Tennenmälzerei. Wegen Platzmangel unterhält die Brauerei inzwischen Außenlager von Gerste, Malz und abgefülltem Bier in Freiham, darunter auch in der seit 2020 bestehenden Therese-Wagner-Straße.
Augustiner-Bräu galt bis in die 1990er-Jahre als angestaubte, konservative Brauerei. Heute (2025) wird ihr der weitgehende Verzicht auf Werbung, die Nutzung von Holzfässern und das Festhalten an der Euro-Flasche, während andere Münchner Großbrauereien auf die NRW-Flasche umschwenkten, als Traditionsbewusstsein  angerechnet.

## Eigentümerstruktur

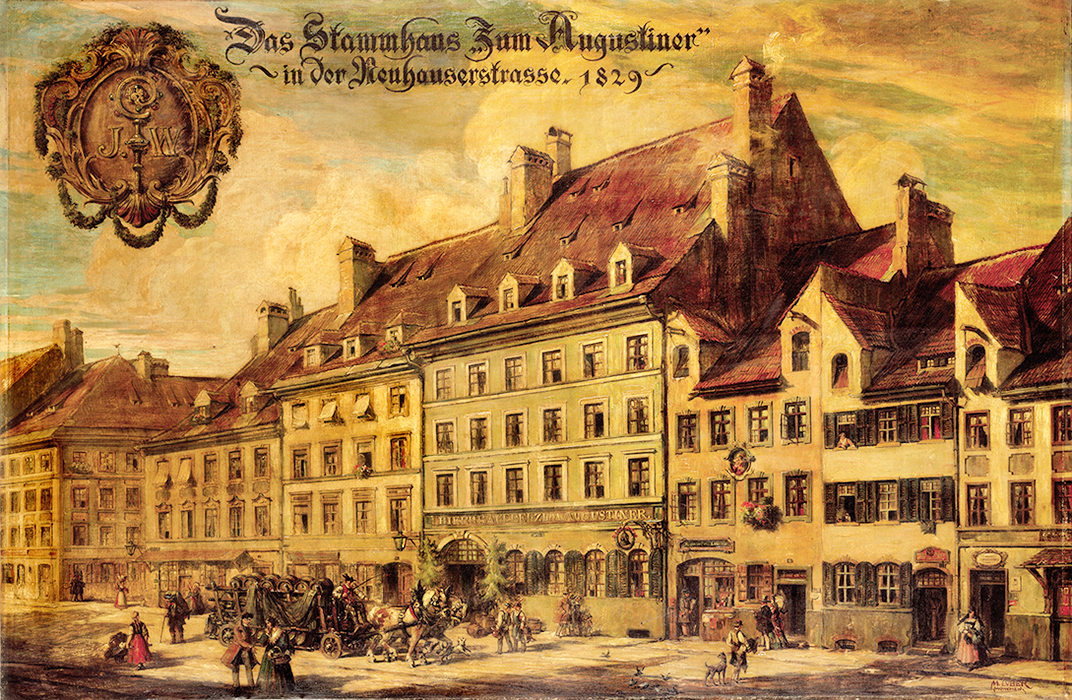
Stammhaus in der Neuhauser Straße (1829)

Die Brauerei befindet sich zu knapp über 50 % im Besitz der Edith-Haberland-Wagner Stiftung. Die Stiftung verwendet den ihr zustehenden Gewinn zur Förderung von kulturellem und sozialem Engagement, vor allem im Raum München. Erster Vorstand der Stiftung war bis zu seinem Tod am 19. November 2013 Ferdinand Schmid. Vor seinem Tod bestimmte er als seine Nachfolgerin die in Paris geborene Catherine Demeter. Sie entstammt der Augustiner-Gründerfamilie Wagner und ist seit November 2013 erster Vorstand der Edith-Haberland-Wagner Stiftung und besitzt selbst Anteile an der Brauerei. Die anderen knapp 50 % verteilen sich auf mehrere Komplementäre, von denen die Nachfahren der Familie Wagner knapp unter 20 % und die Familie Inselkammer knapp 30 % halten. Jannik Inselkammer war bis zu seinem Unfall-Tod im März 2014 neben Werner Mayer Geschäftsführer der Brauerei. Sein Nachfolger wurde Martin Leibhard, der als Sohn eines früheren Braumeisters des Unternehmens auf dessen Betriebsgelände aufgewachsen ist, danach Brauer lernte und Brauereiwesen studierte. Seit 1. Juni 2024 ist  Marc Kusche als Nachfolger von Werner Mayer neben Leibhard Geschäftsführer der Augustiner Brauerei.

## Sortiment und Ausstoß

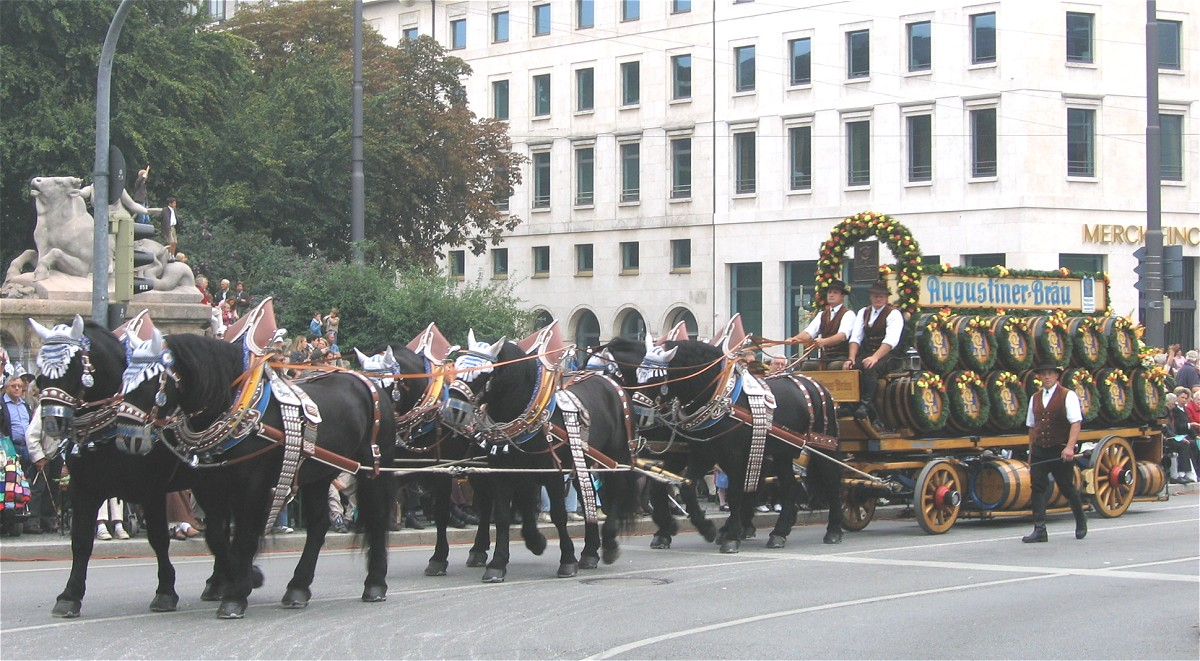
Brauereigespann beim Oktoberfest-Trachtenzug 2006

Wird vom „Augustiner“ gesprochen, so ist meist das „Lagerbier Hell“ gemeint. Insgesamt gibt es neun verschiedene Sorten, welche teilweise nur saisonal und/oder nur im Großraum München erhältlich sind.
- Lagerbier Hell: Die meistverkaufte Sorte, nach der dominierenden Farbe des Etikettes scherzhaft auch „Grüner August“ oder einfach „Gustl“ oder – zur Unterscheidung zum Edelstoff – auch „Grünes Helles“ genannt, ist ein Vollbier mit einem Alkoholgehalt von 5,2 % und einem Stammwürzegehalt von 11,5 %. Die Gestaltung des Flaschenetikettes ist seit mehreren Jahrzehnten unverändert.
- Edelstoff: Ein helles Exportbier mit 5,6 % Alkohol und 12,7 % Stammwürze.
- Oktoberfestbier: Der im März speziell gebraute Wiesn-Edel, der auf dem Oktoberfest ausgeschenkt wird und auch in Flaschen erhältlich ist. Es ist in der Regel das stärkste der Oktoberfestbiere und wies 2013 einen Alkoholgehalt von 6,4 % bei 13,6 % Stammwürze auf.[21] Es stammt als einziges der Oktoberfestbiere noch aus den traditionellen Holzfässern, den sog. Hirschen.[22]
- Weißbier (Alkoholgehalt 5,4 %); Markteinführung 1986[23]
- Pils (Alkoholgehalt 5,6 %)
- Dunkles: Ein untergäriges Dunkelbier mit einem Alkoholgehalt von 5,6 %.
- Heller Bock: Ein Bockbier mit einem Alkoholgehalt von 7,5 %, das im Mai und Juni vorwiegend in München erhältlich ist.
- Maximator: Ein dunkles Starkbier mit hoher Stammwürze und einem Alkoholgehalt von 7,5 %, das nur in der Fastenzeit vor Ostern ausgeschenkt wird und auch in Flaschen verkauft wird.
- Alkoholfrei Hell: Ein alkoholfreies Bier mit einem Restalkoholgehalt < 0,5 % und einem Stammwürzgehalt von 7,2 °P. Diese Sorte wurde im März 2024 erstmals vorgestellt. Die Brauerei erweitert damit ihr Sortiment zum ersten Mal seit 38 Jahren.[24][25] Die zunächst geringe Verfügbarkeit nach der Einführung des neuen Biers stieß auf eine extrem hohe Nachfrage, weshalb das Bier lange Zeit schwer erhältlich war.[26][27]

Die Biere werden in die „Euro-Flasche“ und teilweise auch in die 0,33 Liter Vichy-Flasche abgefüllt.
Der Gesamtausstoß bezifferte sich 2010 auf knapp 1,3 Millionen Hektoliter, 2018 waren es 1,63 Millionen Hektoliter.  Das Wasser zum Bierbrauen gewinnt Augustiner aus zwei Brunnen im Münchner Stadtgebiet in 190 und 230 Meter Tiefe. In den weitläufigen Kellern des Brauereigeländes befinden sich die 16 historischen, 40 Meter langen und 10 Meter breiten Tennenmälzereien, in der aus Braugerste Malz gewonnen wird.

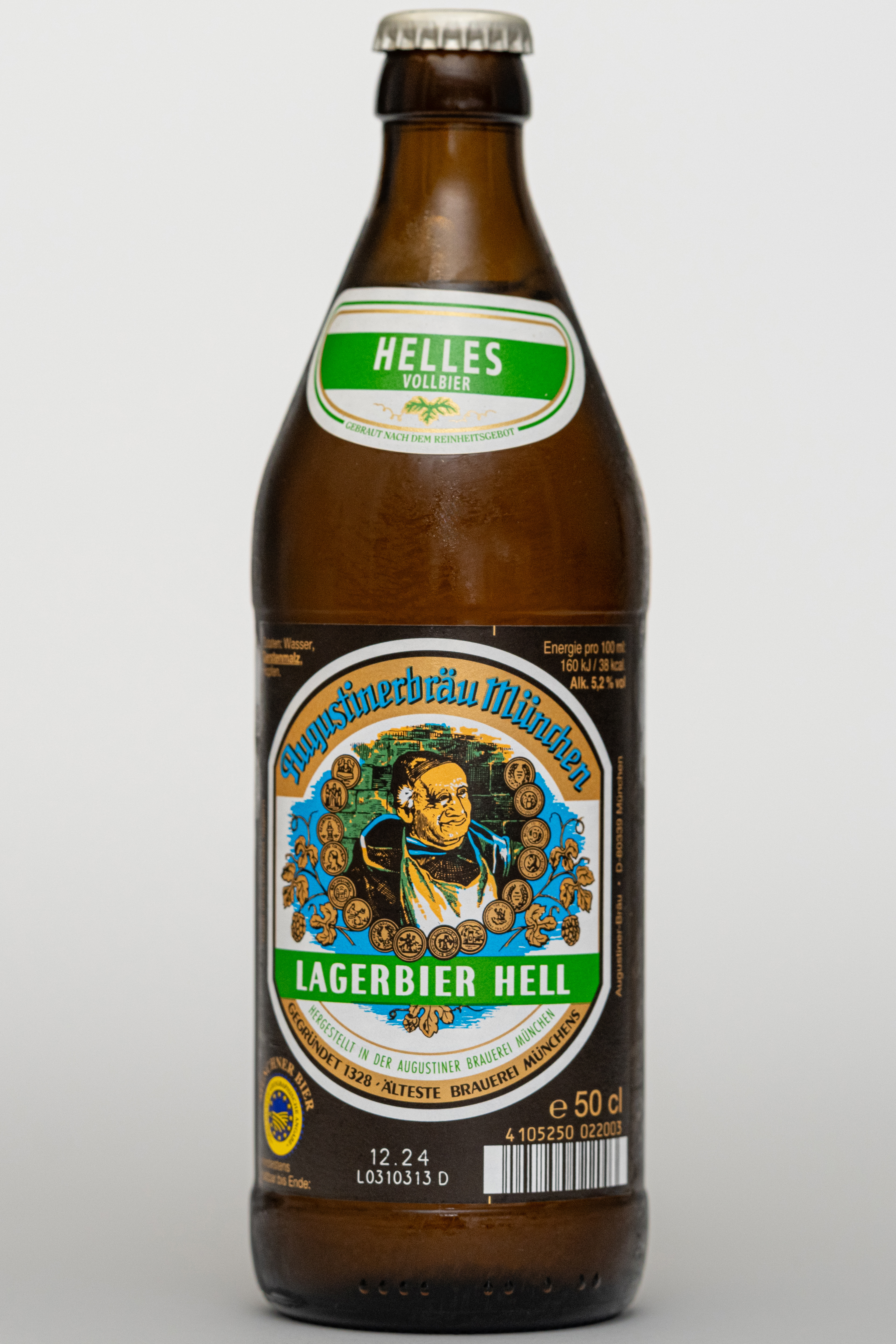
Augustiner Lagerbier Hell
Augustiner Alkoholfrei Hell
Augustiner Heller Bock
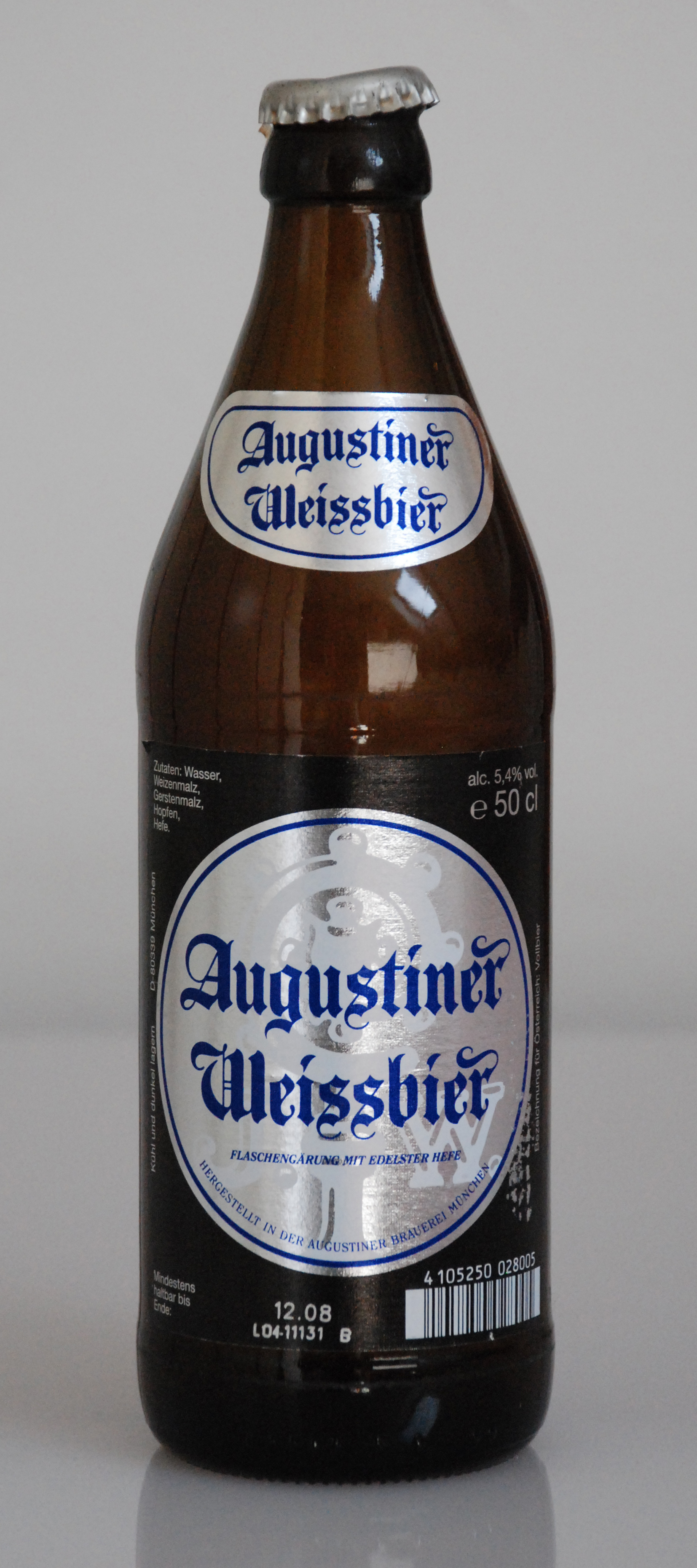
Augustiner Weissbier
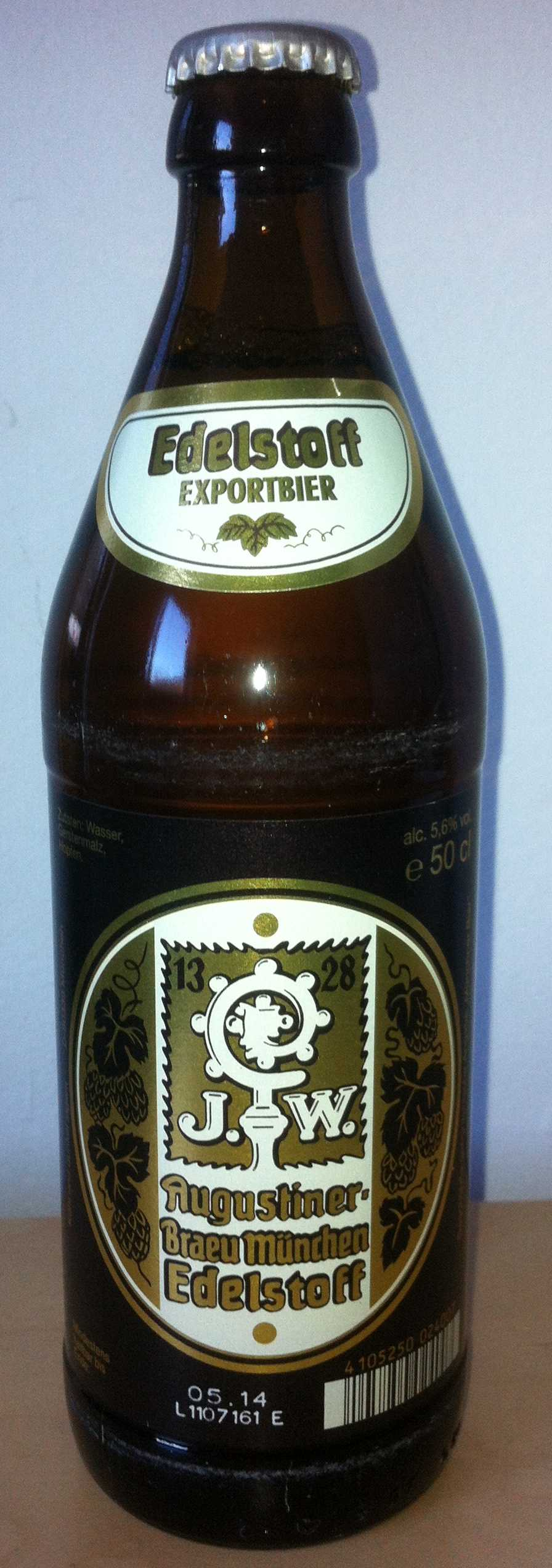
Augustiner Edelstoff

## Gastronomie

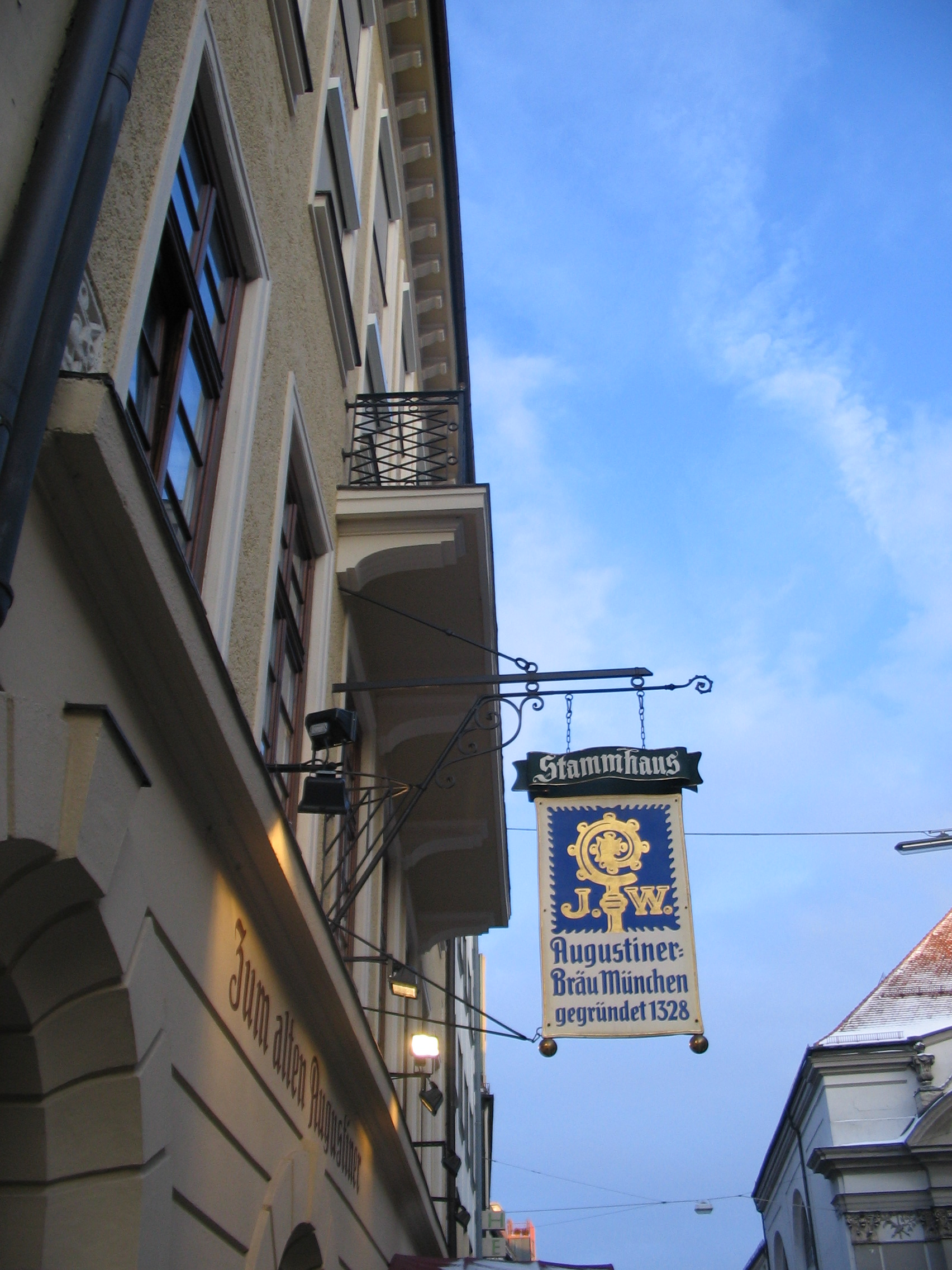
Aushängeschild an der Rückseite des Stammhauses in München

Das Unternehmen betreibt (Stand 2011) mehr als 60 Wirtschaften. Der bekannteste Ausschank ist der Augustiner-Keller in der Maxvorstadt. Zu Pächtern zählte auch Karl Ederer, der von Januar 2015 bis Dezember 2017 die Wirtschaft Zur Schwalbe führte.